# Sestriere
Sestriere (fra.: Sestrières) je alpsko mjesto u Italiji, udaljeno 17 kilometara od Francuske granice. Njegovo ime potječe od latinskog "ad petram sistrariam", što označava udaljenost 60 Rimskih milja od Torina.
Sestriere je poznat kao mondeno talijansko skijalište. Zajedno sa skijalištima oko mjesta Bardonecchia, Claviere, Sauze d'Oulx, Cesana Torinese i San Sicariom te Montgenevre u Francuskoj čini skijaško područje znano pod imenoma Via Lattea (Mliječni put). Područje obuhvaća 146 povezanih staza s preko 400 km ukupne duljine.
Redovito ugošćuje utrke svjetskoga kupa u skijanju, a 2006. za vrijeme održavanja zimskih Olimpijskih igara u Torinu u Sestriereu su održane sve utrke u alpskome skijanju.